# Ignacio Russo
Ignacio Russo Cordero (Rosario, 13 de diciembre de 2000) es un futbolista profesional argentino, que juega como delantero y su actual equipo es Tigre de la Primera División de Argentina.

## Trayectoria
Comenzó su carrera en Gimnasia y Esgrima de Rosario, para luego pasar a jugar al club ADIUR. En 2016 se unió a Rosario Central. Antes de su debut en el primer equipo, marcó tres goles en veintiocho partidos con la academia y cinco goles en diecinueve partidos con el filial. Russo pasó a la categoría absoluta a finales de 2020, apareciendo inicialmente en el banco de suplentes para partidos con River Plate y Banfield por la Copa de la Liga Profesional. Fue en esa competición donde debutó, ya que participó en los últimos dieciséis minutos de un empate ante Banfield el 4 de diciembre; habiendo reemplazado a Alan Bonansea.
El 11 de enero de 2022, Russo se unió a Chacarita Juniors de la Primera B Nacional en un contrato de préstamo por un año.

### Patronato
En enero de 2023 llega a Patronato a préstamo por un año hasta diciembre del mismo año, desde Rosario Central, club al que había vuelto luego de su paso a préstamo por Chacarita Juniors. Ignacio fue cedido por decisión de su padre Miguel Ángel Russo tras asumir como director técnico del canalla en diciembre del 2022. Debutó con la camiseta del patrón el día 24 de enero, siendo titular en el partido de 32avos de la Copa Argentina 2023 en la victoria 2 a 0 frente a Gimnasia y Tiro de Salta, partido en el que además marcó su primer gol con el club.
El 1 de marzo de 2023, fue titular en el partido frente a Boca Juniors por la final de la Supercopa Argentina 2022, en donde Patronato (accedió siendo campeón de la Copa Argentina 2022) obtuvo el subcampeonato tras perder por 3 a 0 en el estadio Único Madre de Ciudades en Santiago del Estero
Luego de que finalizará la temporada, regresó a Rosario Central.

### Instituto de Córdoba
Luego de su paso por Patronato y de no ser tenido nuevamente en cuenta por Central, el día 2 de enero del 2024, el club Instituto de Córdoba oficializó la llegada de Russo, a préstamo por un año hasta diciembre y con opción de compra. El 15 de febrero, en el marco de la fecha número 5 de la Copa de la Liga Profesional 2024, Nacho convirtió su primer gol con la camiseta de la gloria, en la victoria por 2 a 0 a Independiente Rivadavia en condición de visitante.

## Vida personal
Ignacio Russo es hijo del entrenador y exfutbolista Miguel Ángel Russo.

## Estadísticas
Actualizado al 15 de agosto del 2025.
| Club | Div.          | Temporada     | Liga  | Liga  | Liga   | Copas Nacionales (1) | Copas Nacionales (1) | Copas Nacionales (1) | Copas Internacionales (2) | Copas Internacionales (2) | Copas Internacionales (2) | Total | Total | Total  |
| Club | Div.          | Temporada     | Part. | Goles | Asist. | Part.                | Goles                | Asist.               | Part.                     | Goles                     | Asist.                    | Part. | Goles | Asist. |
| --- | ------------- | ------------- | ----- | ----- | ------ | -------------------- | -------------------- | -------------------- | ------------------------- | ------------------------- | ------------------------- | ----- | ----- | ------ |
| Rosario Central Argentina | 1.ª           | 2020          | -     | -     | -      | 4                    | 0                    | 0                    | -                         | -                         | -                         | 4     | 0     | 0      |
| Rosario Central Argentina | 1.ª           | 2021          | 3     | 1     | 0      | 1                    | 0                    | 0                    | 0                         | 0                         | 0                         | 4     | 1     | 0      |
| Rosario Central Argentina | Total club    | Total club    | 3     | 1     | 0      | 5                    | 0                    | 0                    | 0                         | 0                         | 0                         | 8     | 1     | 0      |
| Chacarita Juniors Argentina | 2.ª           | 2022          | 33    | 9     | 1      | -                    | -                    | -                    | -                         | -                         | -                         | 33    | 9     | 1      |
| Chacarita Juniors Argentina | Total club    | Total club    | 33    | 9     | 1      | -                    | -                    | -                    | -                         | -                         | -                         | 33    | 9     | 1      |
| Patronato Argentina | 2.ª           | 2023          | 32    | 7     | 0      | 3                    | 2                    | 0                    | 5                         | 0                         | 1                         | 40    | 9     | 1      |
| Patronato Argentina | Total club    | Total club    | 32    | 7     | 0      | 3                    | 2                    | 0                    | 5                         | 0                         | 1                         | 40    | 9     | 1      |
| Instituto Argentina | 1.ª           | 2024          | 24    | 5     | 1      | 14                   | 1                    | 0                    | -                         | -                         | -                         | 38    | 6     | 1      |
| Instituto Argentina | Total club    | Total club    | 24    | 5     | 1      | 14                   | 1                    | 0                    | -                         | -                         | -                         | 38    | 6     | 1      |
| Tigre Argentina | 1.ª           | 2025          | 22    | 7     | 2      | 3                    | 1                    | 2                    | -                         | -                         | -                         | 25    | 8     | 4      |
| Tigre Argentina | Total club    | Total club    | 22    | 7     | 2      | 3                    | 1                    | 2                    | -                         | -                         | -                         | 25    | 8     | 4      |
| Total carrera | Total carrera | Total carrera | 114   | 29    | 4      | 25                   | 4                    | 2                    | 5                         | 0                         | 1                         | 144   | 33    | 7      |
| (1) Incluye Copa Argentina, Copa de la Liga Profesional y Supercopa Argentina. (2) Incluye Copa Sudamericana y Copa Libertadores. |               |               |       |       |        |                      |                      |                      |                           |                           |                           |       |       |        |